# 潘振球
潘振球（1918年7月9日—2010年11月6日)，江蘇嘉定人。畢業於國立師範學院（今湖南師範大學）教育學系，曾擔任臺灣省政府教育廳廳長、臺灣省中等教師研習會主任，任內推動九年國民義務教育，提高臺灣人民教育水準。

## 早年生平
潘振球生長於江蘇嘉定，陸續就讀江蘇省立太倉師範學校、上海立德中學的高中。中日戰爭爆發後，潘振球考取國立師範學院並赴湖南就讀，在1943年6月以〈顏李教育思想研究〉(指顏李學派，顏指顏元，李指其學生李塨)為學士論文畢業。同年考上中央幹部學校研究部。1944年從軍參加青年遠征軍幹部訓練。1945年5月返回重慶，參加幹部學校的畢業典禮，並被推選為負責獻劍給蔣中正的全體師生代表。戰爭結束後，潘振球奉命返回江蘇參與重建工作。1948年，受命擔任國防部特設杭州青年中學的校長。1949年2月，潘振球改任國防部預備幹部訓練團第一總隊少將副總隊長，移駐至福建漳州龍溪縣。同年6月，其辭去副總隊長搭乘軍艦抵達高雄。

## 在台生涯
1949年7月，就職臺中第二中學校長。1950年7月，調為臺北成功中學校長，任內提出「愛國家、求進步」的口號，並推動軍訓與童子軍教育。1956年6月，奉令籌設臺灣省訓練團；6月30日，受命為教育長，負責訓練省政府幹部。1964年4月，潘振球就任臺灣省政府委員兼教育廳廳長。1967年，蔣中正決定全面延長國民教育的年限為九年，潘振球只有一年的時間準備，目標是增加140多所國中，於是其著手增加校地，除了撥用公有地和都市計畫中的保留地，也鼓勵民眾捐贈土地，並統籌校長遴選以防政黨派系介入，經過一年籌備，終於在1968年9月9日全國國民中學舉行聯合開學典禮，「九年國教」正式施行，同年10月獲四等景星勳章，以玆褒獎。
1969年底，省立進德中學改設創立臺灣省中等教師研習會，由潘振球擔任會主任；1972年6月，潘振球轉任臺灣省政府委員兼法規整理委員會召集人。同年8月，接掌行政院青年輔導委員會主任委員，任內協助開發位於桃園埔心由蔣經國指示籌設的「幼獅工業區」，設置職業訓練中心，與教育部共同訂定「專科以上學校輔導畢業生就業工作實施要點」，通函各大學院校專科成立「畢業生就業輔導室」，並與教育部、中國青年救國團等機關合作，策劃辦理「海外學人國家建設研討會」。

## 晚年與過世
1978年1月，潘振球受中國國民黨徵召，出任臺灣省黨部主任委員，推動黨務改進工作，同時兼任中國教育協會理事長。1979年2月，救國團任命潘振球為新任救國團主任。1985年調任中國廣播公司董事長，兩年後任國民黨中央組工會主任，1987年11月，獲蔣經國總統禮聘為總統府國策顧問。
1995年3月，潘振球由總統李登輝任命為國史館館長。任內聘學者進行「中華民國建國文獻」的彙編工作，並與中央研究院合作研發完成「檔案史料管理作業系統」和「史籍全文檢索系統」，奠定了國史修纂與史料管理的現代化基礎。2000年4月1日，潘振球卸任國史館館長。
2001年，潘振球因攝護腺癌與疝氣多次進出醫院。2010年4月，復因肺炎積水，進入加護病房診治，至11月6日上午8時30分，終因心肺衰竭逝世於臺北市立聯合醫院仁愛院區。享耆壽92歲。

## 婚姻生活
潘振球的夫人為朱菊貽，1924年11月11日生，為浙江省嘉興縣名門。結婚五十年。有子女四人，兒子潘敏行、潘敏德、潘敏學、女兒潘敏玉。

## 獲褒揚令
2010年12月8日，馬英九總統明令褒揚潘振球，總統褒揚令全文為：
總統府前國策顧問、國史館前館長潘振球，仁惠義正，圭璋特達。幼歲過庭敷訓，耕讀傳家繼世，卒業國立藍田師範學院教育系。歷任臺中二中、臺北成功高中校長暨臺灣省訓團教育長、行政院青年輔導委員會主任委員等職，增設軍訓童軍課程，涵養文武合一青年；厚植政府專業幹部，汲引俊彥歸國效力，陶甄培才，卓然有成。尤以省教育廳廳長任內，推展九年國民教育，完備諸項基礎事務，委重投艱，躬詣宣勤；盡籌碩擘，闢奠厥基。爰銜命接掌中國青年救國團主任，興辦團康育樂營隊，深耕心理輔導機制，沾溉啟迪，裨益學子。嗣出任國史館館長，屢拓文獻彙編規模，強化國史修纂；研發科技檢索系統，精進史料管理，訏謨迭運，銅柱樹績。曾獲頒韓國建國大學名譽法學博士、四等景星勳章暨膺聘總統府國策顧問殊榮，蜚聲騰實，潤色鴻業。綜其生平，化雨均霑，雅著杏壇之望；新硎廣衍，高揚蓬島之光，遺緒遐福，亙古芳傳。遽聞嵩齡殂謝，軫懷良殷，應予明令褒揚，用示政府崇禮邦賢之至意。

## 批評
潘振球擔任成功高中校長任內發生學生魏廷朝不願配合其推動的救國團政策而被校方開除之事。